# Большие мечты и разбитые сердца: История Дотти Уэст
«Большие мечты и разбитые сердца: История Дотти Уэст» (англ. Big Dreams & Broken Hearts: the Dottie Story West) — кинофильм, снятый для телевидения о жизни и творчестве известной американской певицы в стиле кантри Дотти Уэст.

## Сюжет
Телевизионная биографическая драма. Дочь и знакомые Дотти Вест рассказывают историю её жизни и смерти. Родившись в малообеспеченной семье героиня быстро завоевывает себе место под солнцем с помощью исполнения песен. Заняв место на склонах песенного Олимпа, ей не удалось там задержаться, и к зрелым годам она потеряла основной капитал. Семейная жизнь также потерпела полное фиаско.

## в ролях
- Мишель Ли
- Кенни Роджерс
- Крис Кристофферсон
- Лоретта Линн
- Уилли Нельсон
- Уильям Расс
- Долли Партон